# 公園西車站
公園西站（日语：／ Kōen-nishi eki */?）是位於日本愛知縣長久手市丸山，屬於愛知高速交通東部丘陵線的車站。車站編號為L06。

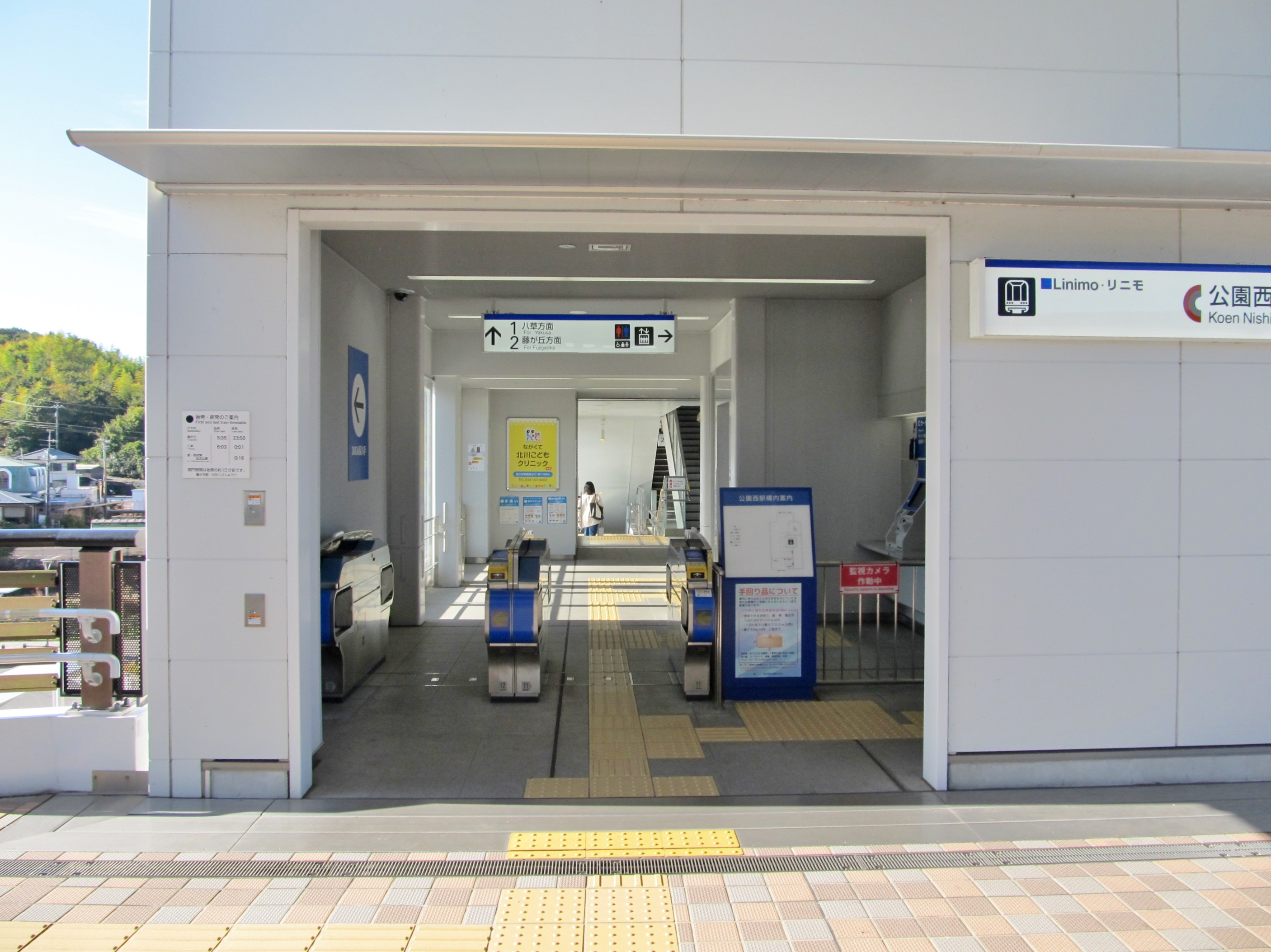
東驗票口（2022年11月）

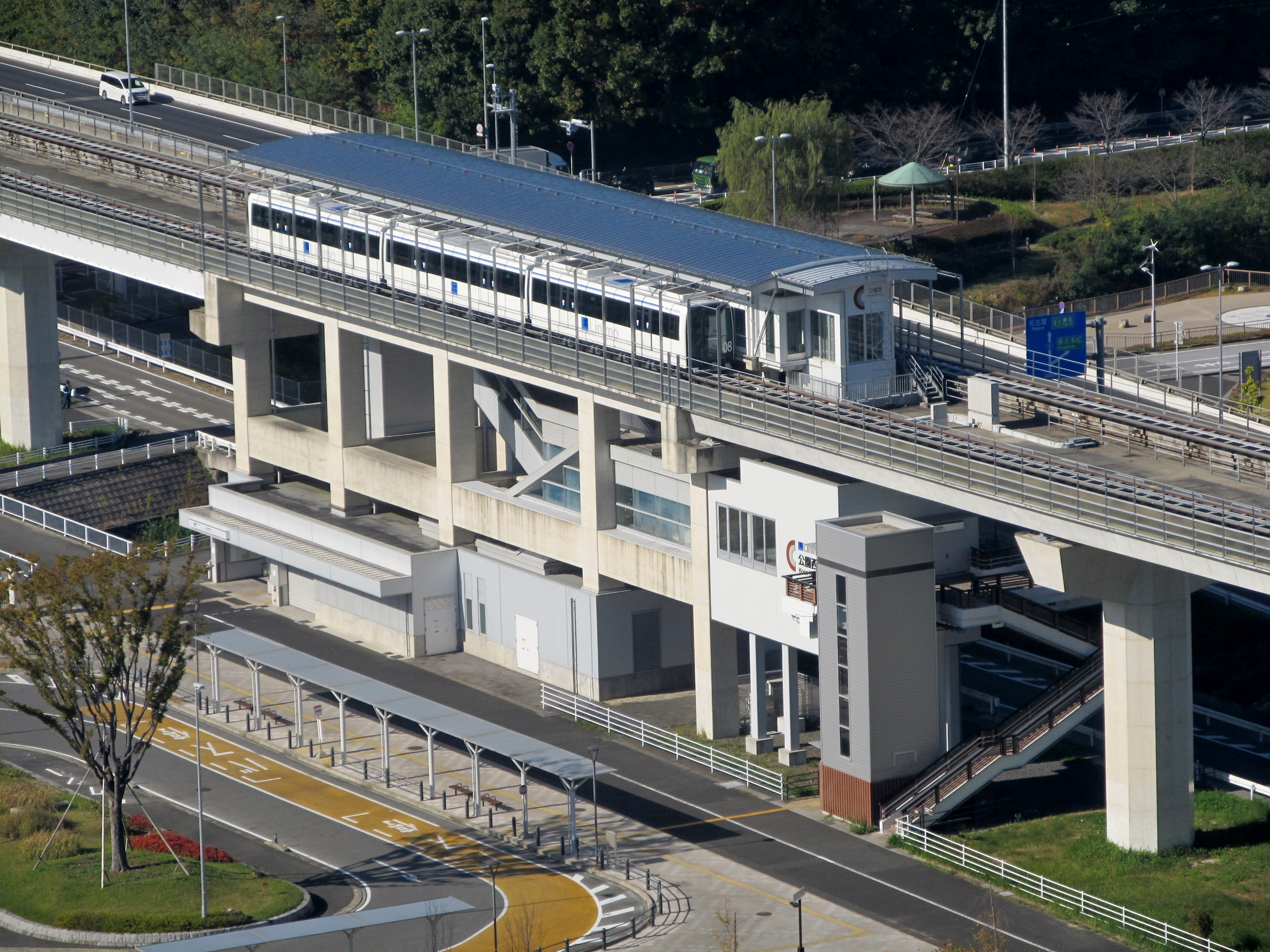
車站遠景（2022年11月）

## 車站結構
本站為擁有1面2線島式月台的高架車站，站內設有1座電梯以配合無障礙環境。為了乘客的安全起見，第1及第2月台皆有設置可動式的月台門。

### 月台配置
| 月台 | 路線        | 目的地                      |
| ---- | ----------- | --------------------------- |
| 1    | ■東部丘陵線 | 愛·地球博紀念公園、八草方向 |
| 2    | ■東部丘陵線 | 藤丘方向                    |

## 相鄰車站
愛知高速交通
■東部丘陵線（Linimo）
藝大通（L05）－公園西（L06）－愛·地球博紀念公園（L07）

## 其他
- 愛、地球博舉辦期間，因下一站之萬博會場站非常擁塞，所以也有人從本站搭往藤之丘亦或萬博八草方向的情形出現。
- 在大阪的萬博記念公園以東之大阪高速鐵道國際文化公園都市線（彩都線），也和本站情況相同，設有公園東口站。

## 外部連結
- 公園西站 （页面存档备份，存于） - 愛知高速交通